# Liste der Kulturdenkmäler in Briedel
In der Liste der Kulturdenkmäler in Briedel sind alle Kulturdenkmäler der rheinland-pfälzischen Ortsgemeinde Briedel aufgeführt. Grundlage ist die Denkmalliste des Landes Rheinland-Pfalz (Stand: 21. September 2023).

## Einzeldenkmäler
| Bezeichnung                                | Lage                                                          | Baujahr                                       | Beschreibung | Bild            |
| ------------------------------------------ | ------------------------------------------------------------- | --------------------------------------------- | --- | --------------- |
| Wohnhaus                                   | Alte Rathausstraße 1 Lage                                     | 16. Jahrhundert                               | Fachwerkhaus, teilweise massiv, Ständerbau, 16. Jahrhundert | Fotos hochladen |
| Wohnhaus                                   | Alte Rathausstraße 2 Lage                                     | 18. oder 19. Jahrhundert                      | Fachwerkhaus, teilweise massiv, verputzt, 18. oder 19. Jahrhundert | Fotos hochladen |
| Wohnhaus                                   | Auf dem Bach 1 Lage                                           | Ende des 18. oder Anfang des 19. Jahrhunderts | Fachwerkhaus, teilweise massiv, verputzt, Mansarddach, Ende des 18. oder Anfang des 19. Jahrhunderts | Fotos hochladen |
| Wohnhaus                                   | Auf dem Bach 2 Lage                                           | 17. Jahrhundert                               | dreigeschossiges Fachwerkhaus, teilweise massiv, verputzt und verschiefert, im Kern eventuell aus dem 17. Jahrhundert | Fotos hochladen |
| Wohnhaus                                   | Auf dem Bach 3 Lage                                           | 18. oder 19. Jahrhundert                      | Fachwerkhaus, teilweise massiv, verputzt, 18. oder 19. Jahrhundert | Fotos hochladen |
| Wohnhaus                                   | Auf dem Bach 4 Lage                                           | zweite Hälfte des 18. Jahrhunderts            | Fachwerkhaus, teilweise massiv, Mansarddach, zweite Hälfte des 18. Jahrhunderts | Fotos hochladen |
| Wohnhaus                                   | Auf dem Bach 5 Lage                                           | erste Hälfte des 18. Jahrhunderts             | Fachwerkhaus, teilweise massiv, Mansarddach, erste Hälfte des 18. Jahrhunderts; Nepomukfigur, 18. Jahrhundert | Fotos hochladen |
| Wohnhaus                                   | Balduinstraße 7 Lage                                          | um 1860                                       | Bruchsteinhaus, um 1860 | Fotos hochladen |
| Eulenturm                                  | Bergstraße, hinter Nr. 4 Lage                                 | 1343                                          | Reste der Ortsbefestigung; Rundturm, 1343 (?), sowie Teil der Ortsmauer | Fotos hochladen |
| Wohnhaus                                   | Eltzerhofstraße 3 Lage                                        | erste Hälfte des 18. Jahrhunderts             | Fachwerkhaus, teilweise massiv, erste Hälfte des 18. Jahrhunderts, hier Vorderfront. Rückfront siehe Sponheimer Hof | Fotos hochladen |
| Himmeroder Hof                             | Eltzerhofstraße 11, Moselstraße 35/36 Lage                    | 17. Jahrhundert                               | Putzbau, 17. Jahrhundert, Gesamtanlage mit Moselstraße 35/36: Doppelhaus, Krüppelwalmdach, um 1806 | Fotos hochladen |
| Wohnhaus                                   | Graf-Salm-Straße 1 Lage                                       | 18. Jahrhundert                               | dreigeschossiges Fachwerkhaus, teilweise massiv, verputzt, 18. Jahrhundert, eventuell älter | Fotos hochladen |
| Wohnhaus                                   | Graf-Salm-Straße 3 Lage                                       | 17. Jahrhundert                               | Fachwerkhaus, teilweise massiv, verputzt, im Kern aus dem 17. Jahrhundert | Fotos hochladen |
| Wohnhaus                                   | Graf-Salm-Straße 4 Lage                                       | 18. Jahrhundert                               | Fachwerkhaus, teilweise massiv, verputzt, angeblich aus dem 17., eher aber aus dem 18. Jahrhundert | Fotos hochladen |
| Wohnhaus                                   | Graf-Salm-Straße 5 Lage                                       | 1593                                          | dreigeschossiges Fachwerkhaus, teilweise massiv, bezeichnet 1593, Fachwerk bezeichnet 1621, wohl eher aus dem 18. Jahrhundert, Krüppelwalmdach | Fotos hochladen |
| Wohnhaus                                   | Hauptstraße 72 Lage                                           | erste Hälfte des 19. Jahrhunderts             | langgestreckter Putzbau, erste Hälfte des 19. Jahrhunderts | Fotos hochladen |
| Wohnhaus                                   | Hauptstraße 77 Lage                                           | frühes 18. Jahrhundert                        | Fachwerkhaus, teilweise massiv, frühes 18. Jahrhundert, im Kern eventuell älter; Gesamtanlage mit Kelterhaus | Fotos hochladen |
| Wohnhaus                                   | Hauptstraße 79 Lage                                           | 18. Jahrhundert                               | dreigeschossiges Fachwerkhaus, teilweise massiv, verputzt, 18. Jahrhundert | Fotos hochladen |
| Wohnhaus                                   | Hauptstraße 81 Lage                                           | 19. Jahrhundert                               | Fachwerkhaus, teilweise massiv, 19. Jahrhundert | Fotos hochladen |
| Wohnhaus                                   | Hauptstraße 85 Lage                                           | 17. oder 18. Jahrhundert                      | Fachwerkhaus, teilweise massiv, verputzt, 17. oder 18. Jahrhundert | Fotos hochladen |
| Wohnhaus                                   | Hauptstraße 87 Lage                                           | um 1900                                       | späthistoristisches Fachwerkhaus, teilweise massiv, Moselstil, um 1900 | Fotos hochladen |
| Wohnhaus                                   | Hauptstraße 88 Lage                                           | 1585                                          | Fachwerkhaus, teilweise massiv, Reste einer gotischen Tür, Dendrodatierung 1585 ± 5 Jahre, Giebelfachwerk wohl aus dem späten 17. Jahrhundert, linker Hausteil verschiefert, wohl im 17. Jahrhundert angesetzt, Krüppelwalmdach, im Obergeschoss bezeichnet 1615 | Fotos hochladen |
| Wohnhaus                                   | Hauptstraße 89, Römerstraße 1 Lage                            | 1524                                          | Fachwerkhaus, teilweise massiv, bezeichnet 1524, Obergeschoss aus dem 17. Jahrhundert, Anbau im 19. Jahrhundert, Fachwerkscheune; Gesamtanlage | Fotos hochladen |
| Wohnhaus                                   | Hauptstraße 91 Lage                                           | 1621                                          | dreigeschossiges Fachwerkhaus, teilweise massiv, bezeichnet 1621 und 1770 | Fotos hochladen |
| Wohnhaus                                   | Hauptstraße, zu Nr. 92 Lage                                   | 1767                                          | barocker Putzbau, bezeichnet 1767 | Fotos hochladen |
| Wohnhaus                                   | Hauptstraße 93 Lage                                           | 19. Jahrhundert                               | Krüppelwalmdachbau, Fachwerk (?), verputzt, 19. Jahrhundert | Fotos hochladen |
| Wohnhaus                                   | Hauptstraße 96 Lage                                           | 19. Jahrhundert                               | Putzbau, 19. Jahrhundert | Fotos hochladen |
| Wohnhaus                                   | Hauptstraße 97 Lage                                           | Ende des 19. Jahrhunderts                     | Bruchsteinbau, Mansarddach, Ende des 19. Jahrhunderts, rückwärtig älterer Bau | Fotos hochladen |
| Wohnhaus                                   | Hauptstraße 103 Lage                                          | Ende des 19. Jahrhunderts                     | Bruchsteinbau, Krüppelwalmdach, Ende des 19. Jahrhunderts | Fotos hochladen |
| Wohnhaus                                   | Himmeroder Straße 8 Lage                                      | 1565                                          | Fachwerkhaus, teilweise massiv, Dendroddtierung 1565, im 17. Jahrhundert verändert, Fachwerkanbau aus dem 18. Jahrhundert | Fotos hochladen |
| Wohnhaus                                   | Im Kordel 1 Lage                                              | 18. Jahrhundert                               | Fachwerkhaus, teilweise massiv, Mansarddach, 18. Jahrhundert | Fotos hochladen |
| Wohnhaus                                   | Im Kordel 6 Lage                                              | 18. Jahrhundert                               | Fachwerkhaus, teilweise massiv, verputzt, 18. Jahrhundert | Fotos hochladen |
| Wohnhaus                                   | Moselstraße 22 Lage                                           | 18. Jahrhundert                               | Fachwerkhaus, teilweise massiv, abgewalmtes Mansarddach, 18. Jahrhundert | Fotos hochladen |
| Altes Fährhaus                             | Moselstraße 28/29 Lage                                        | 17. oder 18. Jahrhundert                      | Fachwerkhaus, teilweise massiv, verputzt und verkleidet, 17. oder 18. Jahrhundert | Fotos hochladen |
| Wohnhaus                                   | Moselstraße 31 Lage                                           | 19. Jahrhundert                               | Krüppelwalmdachbau, 19. Jahrhundert | Fotos hochladen |
| Wohnhaus                                   | Moselstraße 32 Lage                                           | 19. Jahrhundert                               | Bruchsteinbau, Krüppelwalmdach, 19. Jahrhundert | Fotos hochladen |
| Schulhaus                                  | Moselstraße 33 Lage                                           | erste Hälfte des 19. Jahrhunderts             | Grundschule; dreigeschossiger klassizistischer Putzbau, erste Hälfte des 19. Jahrhunderts | Fotos hochladen |
| Wohnhaus                                   | Moselstraße 37 Lage                                           | 1808                                          | Putzbau, abgewalmtes Mansarddach, bezeichnet 1808 | Fotos hochladen |
| Katholische Kirche St. Martin mit Friedhof | Römerstraße Lage                                              | 1773                                          | barocker Saalbau, bezeichnet 1773 und 1774; Martinsfigur, 1853, Sayner Hütte; Missionskreuz; Friedhofskreuz, Gusseisen, 19. Jahrhundert; Grabkreuz; Grabplatte, 1814; Gesamtanlage aus Kirche und Friedhof; unterhalb der Kirche: Heiligenhäuschen mit Relief    | Fotos hochladen |
| Wohnhaus                                   | Römerstraße 2 Lage                                            | 17. Jahrhundert                               | Fachwerkhaus, teilweise massiv, verputzt, Krüppelwalmdach, 17. Jahrhundert | Fotos hochladen |
| Wohnhaus                                   | Römerstraße 6/8 Lage                                          | 18. Jahrhundert                               | Fachwerkhaus, Mansarddach, 18. Jahrhundert | Fotos hochladen |
| Wohnhaus                                   | Römerstraße 24 Lage                                           | 19. Jahrhundert                               | Fachwerkhaus, teilweise massiv, Krüppelwalmdach, 19. Jahrhundert | Fotos hochladen |
| Wohnhaus                                   | Römerstraße 29 Lage                                           | 18. oder 19. Jahrhundert                      | Fachwerkhaus, verputzt, 18. oder 19. Jahrhundert | Fotos hochladen |
| Grenzstein                                 | Springiersbacherstraße                                        |                                               | Grenzstein | Fotos hochladen |
| Wohnhaus                                   | Springiersbacherstraße 6 Lage                                 | 18. Jahrhundert                               | Fachwerkhaus, teilweise massiv, 18. Jahrhundert, Fachwerkscheune; Gesamtanlage | Fotos hochladen |
| Wohnhaus                                   | Springiersbacherstraße 8/10 Lage                              | 18. Jahrhundert                               | Fachwerkdoppelhaus, teilweise massiv, Mansarddach, 18. Jahrhundert | Fotos hochladen |
| Scheune                                    | Zehntstraße 1 Lage                                            | 1595                                          | Scheune; Fachwerk verputzt, angeblich bezeichnet 1595 | Fotos hochladen |
| Wohnhaus                                   | Zehntstraße 2 Lage                                            | um 1900                                       | späthistoristisches Fachwerkhaus, teilweise massiv, um 1900 | Fotos hochladen |
| Wohnhaus                                   | Zehntstraße 3 Lage                                            | Anfang oder Mitte des 17. Jahrhunderts        | Fachwerkhaus, teilweise massiv, Mansarddach, im Kern vom Anfang oder aus der Mitte des 17. Jahrhunderts, Umbau bezeichnet 1763 | Fotos hochladen |
| Wohnhaus                                   | Zehntstraße 4/6 Lage                                          | 16. Jahrhundert                               | Nr. 4 Fachwerkhaus, verputzt, 16. Jahrhundert; Nr. 6 Putzbau | Fotos hochladen |
| Wohnhaus                                   | Zehntstraße 5 Lage                                            | 1586                                          | Fachwerkhaus, teilweise massiv, bezeichnet 1586, im 17., 18. und 19. Jahrhundert verändert, Fachwerkanbau aus dem 18. Jahrhundert | Fotos hochladen |
| Wohnhaus                                   | Zehntstraße 12 Lage                                           | 16. Jahrhundert                               | Fachwerkhaus, teilweise massiv, Ständerbau, 16. Jahrhundert | Fotos hochladen |
| Altes Rathaus                              | Zehntstraße 14 Lage                                           | 1615                                          | ehemaliges Rathaus; dreigeschossiges Fachwerkhaus, teilweise massiv (Arkade), bezeichnet 1615; anstoßend gotischer Schildgiebel, Fachwerkhaus | Fotos hochladen |
| Fährhäuschen                               | östlich des Ortes auf der linken Moselseite, am Fährkopf Lage | 1823                                          | kleiner Putzbau, bezeichnet 1823 | Fotos hochladen |
| Sündhaus                                   | südlich des Ortes an der Wilhelmshöhe Lage                    | 19. Jahrhundert                               | Kapelle, 19. Jahrhundert | Fotos hochladen |
| Stationsweg                                | südlich des Ortes entlang der Sündstraße Lage                 | 19. Jahrhundert                               | Schieferbruchsteinstelen, Terrakottareliefs, 19. Jahrhundert | Fotos hochladen |
| Maiermunder Hof                            | südwestlich des Ortes an der K 58 Lage                        | 1749                                          | Fachwerkhaus, Mansarddach, bezeichnet 1749, Gesamtanlage | Fotos hochladen |